# Gungnyeo
Gungnyeo (en hangul, 궁녀; literalmente, «dama de honor»)es un término coreano que se refiere a las mujeres que atienden al rey y a otros miembros de la realeza en la sociedad tradicional coreana. Es la abreviatura de gungjung yeogwan, que se traduce como «dama oficial de la corte real».El concepto de gungnyeo incluye las categorías sanggung (matrona de palacio)y nain (damas asistentes de la corte), las cuales tienen rango de oficiales. El término también se usa de manera más amplia para abarcar a mujeres de una clase baja sin rango, como musuri (sirvientas de nivel inferior a cargo de tareas ocasionales), gaksimi, sonnim, uinyeo (médicas), además de las mencionadas nain y sanggung. El término abarca desde cortesanas hasta trabajadoras domésticas.

## Institución

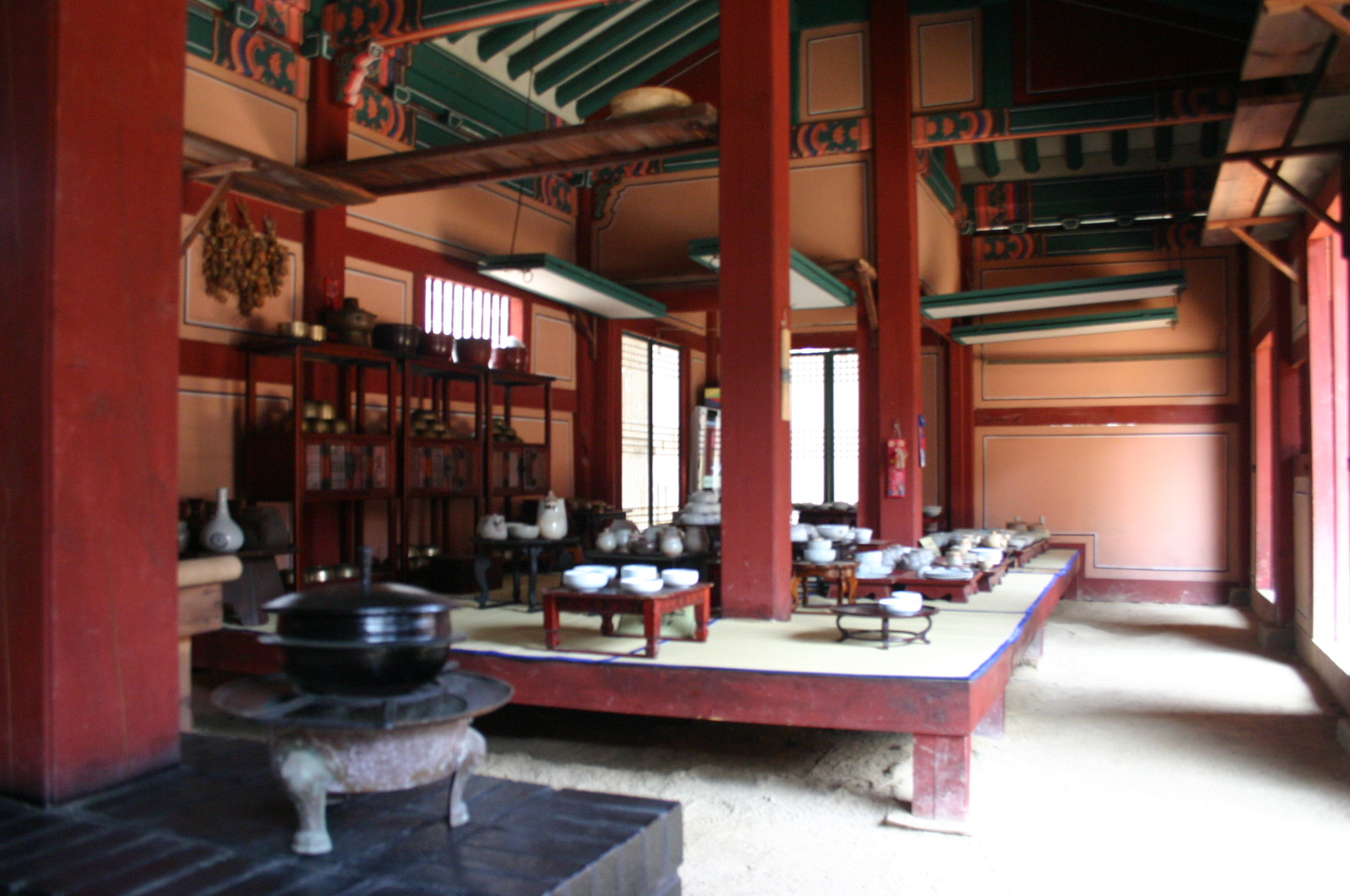
En el parque temático Dae Jang Geum se exhibe un modelo de la cocina real en la que trabajaba la gungnyeo.

Aunque el primer registro del término gungnyeo aparece en Goryeosa, una recopilación de la historia de Goryeo, el rey Taejo hizo una provisión por primera vez en 1392 según las sugerencias de Jo Jun (趙浚) y otros oficiales después del establecimiento de la dinastía Joseon. En 1428, Sejong el Grande estableció un sistema detallado que regulaba las funciones de las gungnyeo, en el que estas se dividían en naegwan (oficiales internas relacionadas con la corte real) y gunggwan (oficiales de palacio), y definía sus rangos, títulos y estatus social. Además, institucionalizó el sistema, con revisiones, en el Gyeongguk daejeon (Código de Leyes Completo).
Las gungnyeo no estaban claramente definidas durante el período Goryeo y no se sabe cómo llegaron a servir en la corte ni qué procedimientos se les aplicaban. Por lo tanto, se supone que el uso del término durante ese período se refiere a todas las mujeres al servicio del rey en la corte. En los documentos relacionados con Goryeo, el estatus social de las gungnyeo era generalmente el de la clase común o baja, como las hijas de esclavos, las concubinas o los cheonmin (los despreciados). En el año 22 del rey Uijong, los roles de las gungnyeo se dividieron en sanggung (尙宮, administrar el palacio), sangchim (尙寢, administrar la ropa de cama), sangsik (尙食 administrar los alimentos) y otro tipo de sangchim (尙針, administrar la costura). Las músicas llamadas yeoak también formaban parte de las gungnyeo.
Durante la dinastía Joseon, la vida de la corte se centraba en el rey, por lo que eran necesarias muchas mujeres de la corte. Fueron asignadas al Daejeon (大殿; el Gran Salón),el Naejeon (內殿, salón real interior privado),el Daebijeon (la residencia de la reina viuda) o el Sejajeon (residencia del príncipe heredero) del palacio.

## Elección y educación

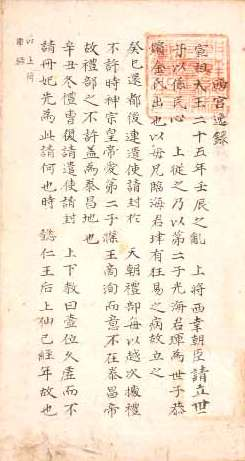
Gyechuk ilgi, Diario de 1613

El nombramiento de gungnyeo normalmente se producía un año de cada diez, pero había excepciones; el método de nombramiento de las gungnyeo y su estatus social diferían de vez en cuando, de modo que el proceso no estaba sistematizado. En general, las aspirantes eran elegidas entre las esclavas que pertenecían a la clase gobernante y no entre las hijas de los sangmin (gente común). Sin embargo, si las circunstancias lo permitían, la gente que rodeaba al rey elegía gungnyeo entre las hijas de los plebeyos, utilizando la costumbre del matrimonio temprano en hogares que tenían una hija de más de diez años. Como resultado, desde el reinado del rey Gyeongjong, a las hijas de la clase baja se les prohibió ser nombradas gungnyeo. Según el Sokdaejeon (Suplemento del Código Nacional), algunas esclavas de cada cargo gubernamental eran elegidas para convertirse en gungnyeo desde el reinado del rey Yeongjo.
Si bien esta restricción de clase se aplicaba a la gungnyeo común, el nombramiento de quienes desempeñaban funciones importantes y se hallaban cerca del rey y la reina, como las jimil nain, era diferente. El estándar para elegir a jimil nain era tan alto que para la sanggung se tendía a reclutar candidatas a través de conexiones personales y por costumbre familiar. Había muchas gungnyeo en servicio que recomendaban a sus familiares para el puesto. El estatus social de las gungnyeo que eran destinadas a ser jimil, chimbang (el departamento de costura) y subang (el departamento de bordado) provenía de la clase jungin (literalmente «clase media»); las demás procedían en su mayoría de la «clase plebeya». La gungnyeo común entraba en palacio entre los doce y los trece años, mientras que la jimil nain lo hacía entre los cuatro y los ocho años, y la nain para los departamentos de costura y bordado comenzaba a servir en la corte entre los seis y los trece años.
Estas «aprendices de gungnyeo» recibían la educación necesaria para convertirse en gungnyeo, como aprender el lenguaje de la corte, las conductas y comportamientos diarios requeridos y escribir en gungche (estilo de caligrafía del palacio). Algunas gungnyeo dejaron refinadas obras de caligrafía escritas en hangul (el alfabeto coreano) con el gungche o Gyechuk ilgi (Diario del año Gyechuk, 1613)e Inhyeon wanghujeon (Cuentos de la reina Inhyeon), todos ellos considerados excelentes ejemplos de la «literatura de palacio».

## Tipos

### Significado estricto
La gungnyeo se distinguió siempre de las sanggung y las nain porque el papel y el estatus social de los grupos eran muy diferentes. Estos últimos grupos se pueden dividir en tres tipos; aprendiz de nain, nain y sanggung. Se las trataba de manera diferente según la experiencia y la duración del servicio en la corte y en los departamentos afiliados. El grupo sanggung estaba dividido asimismo en rangos según su experiencia, y las sanggung con el mismo rango no siempre tenían la misma posición social. La aprendiz nain se refería a las niñas que aún no habían pasado el gwallye (冠禮, una ceremonia de mayoría de edad), y se dividían en saenggaksi y gaksi. El término saenggaksi derivaba del peinado llamado saengmeori que llevaban estas jóvenes. Solo tres departamentos, jimil, chimbang y subang, tenían saenggaksi. Después de quince años de servicio en el palacio, la aprendiz nain se convertía en una nain oficial. La nain vestía un dangui de color jade (una variedad de jeogori, una chaqueta corta) y una chima azul marino (una falda voluminosa) y decoraba su cabeza con un cheopji (una horquilla para el cabello) en forma de rana.

### Significado amplio
Gaksimi es un término genérico que se refiere colectivamente a una criada, cocinera, costurera u otras personas que trabajan en la residencia privada de un sanggung. Su salario mensual lo pagaba el estado, por lo que también se las llamaba «bangja». El término bangja significa empleado que trabaja en una oficina gubernamental y es el mismo que el personaje masculino llamado bangja que aparece en Chunhyangjeon («La Historia de Chunhyang»). Con el nombre de musuri se denominaba a las mujeres encargadas de trabajos diversos (como sacar agua, encender fuego, etc.) en cada residencia de la corte.
La sonnim era un tipo de criada que se encargaba de las tareas del hogar en la residencia de la concubina del rey. Por lo general, estaba relacionada con la familia de la concubina y su salario se pagaba con los gastos de manutención de aquella. El término significa «persona externa al palacio» y es un título de cortesía, a diferencia de musuri y gaksimi.
El término uinyeo significa literalmente «curandera» y generalmente trataban a las gungnyeo con acupuntura y actuaban como parteras cuando la consorte o concubina del rey daba a luz. Cada vez que se celebraba una fiesta en la corte, se transformaban en gisaeng (animadoras). Para tales ocasiones, llevaban wonsam (una prenda ceremonial femenina), hwagwan en la cabeza (una elaborada corona) y hansam de colores en las manos (extensiones de tela en las mangas del traje), al estilo de las bailarinas, por lo que también se las llamaba yakbang gisaeng. En consecuencia, el término yakbang es otro nombre para la naeuiwon (clínica de salud real). Aunque las uinyeo estaban adscritas a la naeuiwon, sus predecesoras eran las gisaeng. El sistema uinyeo se estableció originalmente durante el reinado del rey Taejong porque las consortes, concubinas y gungnyeo enfermas preferían morir antes que ser atendidas por un médico varón, debido a la estricta naeoebeop (segregación sexual), basada en el confucianismo, que imperaba en esa época.
Por lo tanto, se elegían esclavas que pertenecían a almacenes u oficinas estatales para capacitarse en prácticas médicas como toma de pulso, acupuntura y similares. Debido a que originalmente eran cheonmin (los despreciados) sin educación, el sistema uinyeo no fue muy fructífero. Durante el reinado del rey Yeonsangun, cada vez que se celebraba una fiesta en cada oficina gubernamental, a los uinyeo se les decía que participaran como gisaeng y maquilladas. El sistema duró hasta el final de la dinastía y el número de uinyeo fue de unos ochenta durante el reinado del rey Gojong. El sistema uinyeo desapareció cuando los médicos occidentales entraron a la corte.

## Funciones

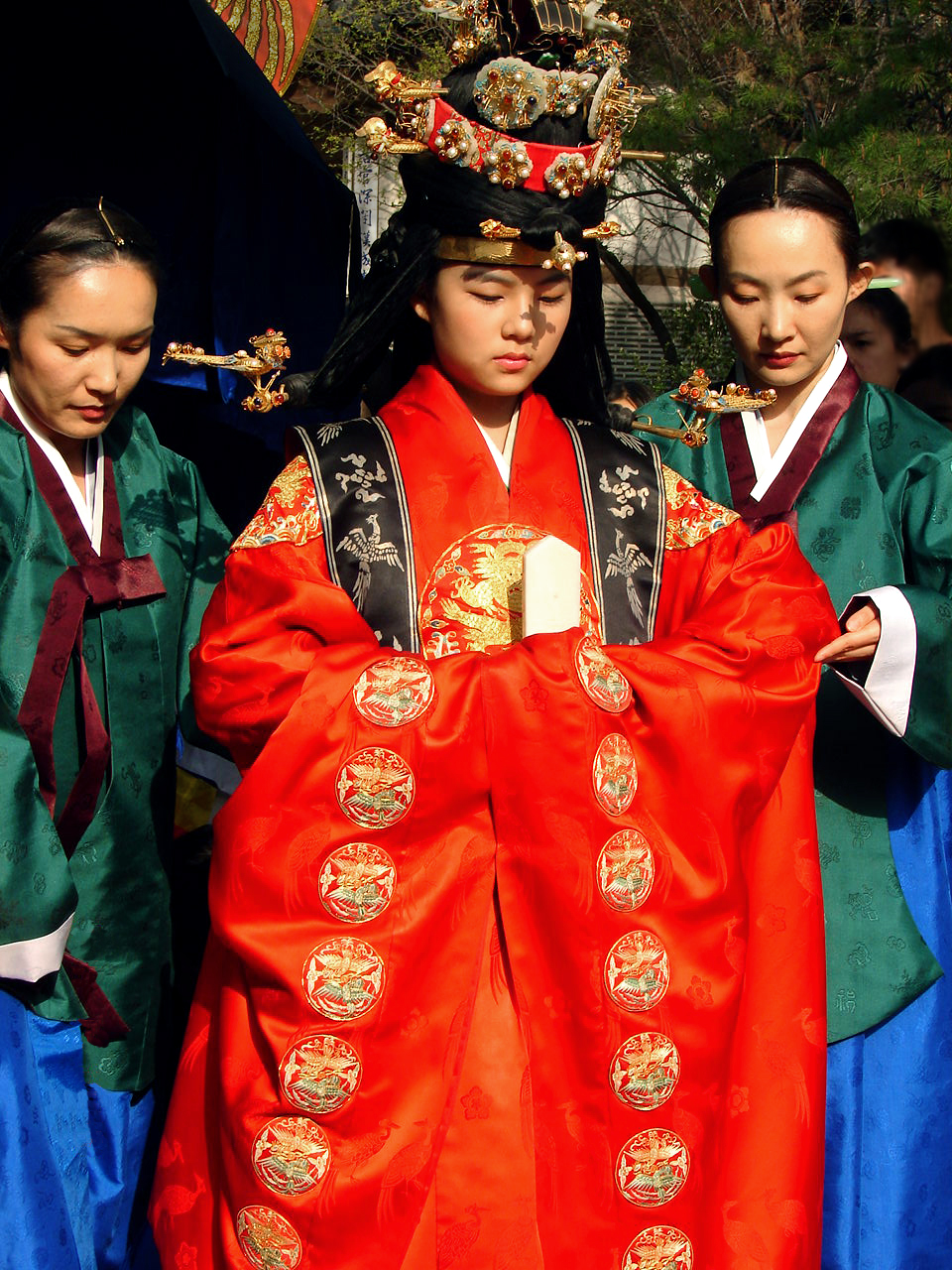
En una recreación de una ceremonia de boda real, dos modelos que actúan como gungnyeo ayudan a la modelo de la reina con la túnica roja.

Las gungnyeo puede describirse como un tipo de sirvientes de alto nivel para la vida privada real, necesarias en los departamentos a cargo de la vestimenta, la cocina y la vivienda, entre otros. Dichos lugares eran:
1. jimil 지밀(至密), el espacio interior, en estrecho contacto con la realeza,
2. chimbang 침방(針房), el departamento de costura,
3. subang 수방(繡房), el departamento de bordado,
4. naesojubang 내소주방 (內燒廚房), para preparar las comidas diarias,
5. oesojubang 외소주방(外燒廚房), para preparar comida para banquetes,
6. saenggwabang 생과방(生果房), el departamento de postres, y
7. sedapbang 세답방(洗踏房), el departamento de lavandería.[15]

Además de esos siete departamentos, existían cuatro más: sesugan (洗手間, el departamento a cargo del lavado y baño del rey y la reina),toeseongan (退膳間; una sala de disposición de alimentos),bogicheo (僕伊處, el departamento de hacer fuegos),y deungchokbang (燈燭房 el departamento de linternas y velas).
En términos de la casa de un individuo común, la jimil nain, que tenía la posición más alta en la sociedad gungnyeo, actuaba como una sirvienta personal de la señora. Las nain (damas asistentes de la corte) en chimbang y subang eran como costureras, mientras que nain en sojubang y saenggwabang eran como criadas de cocina. La sedapbang se encargaba de la lavandería; en las familias comunes, las esclavas generalmente hacían la limpieza, mientras que las amas de casa experimentadas planchaban y alisaban la ropa golpeándola. La jimil nain tenía el estatus social más alto, mientras que las nain en chimbang y subang estaban inmediatamente por debajo. Podían usar una chima (una falda voluminosa) como lo hacían las mujeres yangban, y se les permitía, como privilegio, llevarla por mucho tiempo sin usar delantal. Como trabajaban en el suelo o en una habitación, estas nain no necesitaban doblarse la falda, a diferencia de las nain en sojubang y sedapbang. Las nain en los otros departamentos se cubrían la falda con un delantal. Del mismo modo, solo los tres primeros departamentos podían tener saenggaksi (생각시, joven nain con un peinado llamado "saeng" o "sayang"), mientras que las jóvenes nain de los demás no podían sujetar su cabello con saeng sino que tenían que peinarlo en largas trenzas.

## Rangos
La sociedad gungnyeo tenía supervisoras que actuaban como jefas del grupo gungnyeo y sanggung que recibían un trato especial según la importancia de su trabajo. La jejo sanggung (提調尙宮), también llamada Keunbang sanggung, era de alto rango entre las gungnyeo, recibía las órdenes del rey y administraba propiedades en la residencia de la reina. En esa época ejercía el poder político. La bujejo sanggung, también llamada arigo sanggung (阿里庫), se hacía cargo de los artículos en las tiendas adjuntas a la residencia de la reina. La jimil sanggung, también llamada daeryeong sanggung, atendía cerca del rey. La bomo sanggung se encargaba de cuidar a los príncipes o princesas, y entre ellas las que servían al príncipe heredero tenían la posición más alta entre el grupo. Las sinyeo sanggung estaban a cargo de ayudar al rey, la reina y la reina viuda cada vez que había una ceremonia o fiesta nacional. También gestionaban libros y documentos del Jimil sanggung y hacían gokeup (llanto y llanto en voz alta). La gamchal sanggung daba recompensas o castigos a las gungnyeo relevantes, actuando como supervisoras. Algunas gungnyeo que eran favorecidas por el rey podían ejercer poder político y mejorar su rango.
Las damas de palacio estaban subordinadas a la reina y estaban clasificadas por debajo de las consortes reales (ne-gwan 내관). Las gungnyeo podían alcanzar el quinto rango como máximo, pero normalmente comenzaban mucho más abajo, en el noveno rango.
Había cinco rangos para damas de palacio con dos niveles cada uno.
- Rango especial: sanggung favorecida (승은상궁), era una sanggung que compartía el lecho del rey y podía convertirse en concubina real.
- Quinto rango superior: la dama superior (jejo sang-gung, 제조상궁) era una dama de palacio que servía directamente al rey. El decreto de nombramiento era emitido por el rey.
- Quinto rango inferior: primera dama de palacio (jefa de la secretaría del rey o la reina): Sang-bok (상복) y Sang-shik (상식)
- Sexto rango superior: dama principal de palacio (por ejemplo, al frente de la cocina real): Sang-chim (상침) y Sang-gong (상공)
- Sexto rango inferior: Sang-jeong (상정) y Sang-gi (상기)
- Séptimo rango superior: dama jefa del palacio (estando a cargo de una actividad específica): Chon-bin (전빈), Chon-ui (전의) y Chon-son (전선)
- Séptimo rango inferior: Jeon-seol (전설), Jeon-je (전제) y Jeon-eon (전언)
- Octavo rango superior: Jeon-chan (전찬), Jeon-shik (전식) y Jeon-yak (전약)
- Octavo rango inferior: Jeon-deung (전등), Jeon-che (전채) y Jeon-jeong (전정)
- Noveno rango superior: Ju-gung (주궁), Ju-sang (주상) y Ju-gak (주각)
- Noveno rango inferior: Ju-byeon-chi (주변치), ju-chi (주치), Ju-oo (주우) y Ju-byeon-gung (주변궁)

A las damas de palacio les seguían damas de honor de rango inferior (por ejemplo, candidatas a damas de palacio), sirvientas y esclavas.

## Número
El número total de gungnyeo incluía no solo las gungnyeo en el palacio principal donde residía el rey sino también en jesagung, palacios para jesa (veneración de los antepasados) y byeolgung (palacios anexos). La gungnyeo que trabajaba dentro del palacio principal despreciaba a las que trabajaban en los palacios anexos, con el nombre de gunggeot (el que estaba en el palacio). En el palacio principal, la residencia del rey se administraba como una casa independiente, y todas las residencias del rey, la reina y la reina viuda tenían el mismo número de gungnyeo. Se ha sugerido que las gungnyeo eran noventa en total. Cada una de estas residencias tendría de veinte a veintisiete jimil nain y los demás lugares tendrían de quince a veinte.
El número total difirió con el tiempo y aumentaba o disminuía según las circunstancias de la corte. Si bien el número de gungnyeo en el período inicial de la dinastía Joseon no era grande, tendió a aumentar con el paso del tiempo. Durante el reinado del rey Seongjong (1469-1494), 105 gungnyeo en total sirvieron en el palacio, 29 para la madre del rey anterior, 27 para el cuarto de la reina viuda y 49 para el cuarto del rey. Durante el reinado del rey Gojong (1863-1907), el número total de gungnyeo llegó a 480; 100 para el cuarto del rey, 100 para el cuarto de la reina viuda, 100 para la reina, 60 para el príncipe heredero, 40 para la princesa heredera, 50 para el seson (hijo legítimo mayor del príncipe heredero) y 30 para la esposa de la temporada.

## Tiempo de empleo y retribución
Todas las gungnyeo dentro del palacio estaban básicamente asignadas de por vida, desde su aceptación en el palacio hasta el momento en que tenían que irse. Una vez que entraban en servicio debían vivir dentro del palacio durante toda su vida, salvo ocasiones especiales. Aparte del rey y su familia inmediata, nadie, ni siquiera sus concubinas, podía morir en la corte real, por lo que cuando una gungnyeo envejecía o enfermaba, tenía que abandonar el palacio. Había otras razones para liberar a las gungnyeo del palacio, como cuando su superior o maestro estaba enfermo, o cuando ocurría una sequía; entonces un cierto número de gungnyeo eran liberadas para apaciguar la calamidad natural. En tal caso, a las gungnyeo liberadas se les restringían sus acciones, se les prohibía casarse y eran duramente castigadas si violaban estas reglas. Por lo tanto, los gungnyeo vivían completamente aisladas de la vida exterior y no se les permitía relacionarse con hombres, y ni siquiera con otras mujeres, excepto cuando eran liberadas del servicio. La vida de una gungnyeo se describe en una novela antigua, anónima, titulada Unyeongjeon (雲英傳), escrita durante la dinastía Joseon.
La gungnyeo recibía como pago un salario mensual estimado según el rango y las necesidades de vida, pero el montante no era fijo. Variaba según las circunstancias económicas de aquel momento.